# Excalibur Hotel
Das Excalibur Hotel ist ein Drei-Sterne-Hotel in Paradise, Nevada, und wurde am 19. Juni 1990 eröffnet. Wegen seiner Lage am Las Vegas Boulevard („Strip“) wird es gemeinhin zu Las Vegas gezählt. Der Hotelkomplex ist im Stil einer mittelalterlichen Burg erbaut und nach dem Schwert Excalibur von König Artus benannt. Mit rund 4.000 Zimmern und Suiten gehört das Excalibur zu den größten Hotels der Welt. Es bietet neben einem Casino mehrere Restaurants, vier Swimmingpools und die Arcade-Spielhalle Fun Dungeon.
Zu den Hauptattraktionen gehören die Männer-Stripshow Thunder from Down Under sowie die täglichen Ritterspiele. Jeden Abend findet zweimal die Show Tournament of Kings sowie ein ritterliches Abendmahl im Stil der Tafelrunde von König Artus statt. Das Hotel wird von MGM Resorts International betrieben und ist durch die Hochbahn Mandalay Bay Tram mit den MGM-Hotels Luxor und Mandalay Bay verbunden.

## Geschichte
Nachdem eine geplante Erweiterung des Tropicana und das ambitionierte Resort-Projekt „Xanadu“ südwestlich der Kreuzung Las Vegas Boulevard und Tropicana Avenue nicht zustande gekommen waren, kaufte 1988 der Betreiber des Circus Circus Hotel das Grundstück für 43 Millionen US-Dollar, um dort sein zweites Themenhotel und Casino in Las Vegas zu bauen.
Am 7. Oktober 1988 begannen die Bauarbeiten für das „Excalibur“, das als familienfreundliches Casino-Hotel mit einem Mittelalter-Thema und Anleihen bei der Artussage sowie Schloss Neuschwanstein geplant wurde.
In weniger als zwei Jahren Bauzeit entstanden um den zentralen Casinokomplex mit rein dekorativen Schlosstürmen zwei 73 Meter hohe, L-förmige Hotelbauten mit jeweils 28 Stockwerken und 2.016 Zimmern. Jedes Stockwerk wurde aus anschließend verfüllten Beton-Hohlsteinen gemauert, die dann jeweils das darüberliegende Stockwerk trugen. Auf diese Weise wuchs der Bau um etwa ein Stockwerk pro Turm und Woche. Es war das höchste Gebäude dieser Bauweise in einer Erdbebenzone 2.
Bei seiner Eröffnung am 19. Juni 1990 war das Excalibur mit seinen 4.032 Zimmern das größte Hotel der Welt und hielt diesen Titel bis zur Eröffnung des MGM Grand im Dezember 1993 mit über 5.000 Zimmern. Die Baukosten betrugen rund 290 Millionen US-Dollar.
Ab 1993 gehörte eine Show mit einem etwa 20 Meter großen animatronischen Drachen im wassergefüllten Burggraben vor dem Haupteingang zu den Attraktionen des Hotels. Die kurze Show lief stündlich zwischen 18 und 24 Uhr. Sie wurde 2004 eingestellt im Zuge des fortschreitenden Rückbaus der thematischen Elemente, der bei einigen der in den 1990er Jahren gebauten Themenhotels in Las Vegas passiert.
Im Zuge einer Teilrenovierung 2008 wurde das Mittelalter-Thema weiter zurückgenommen,  2016 wurden der Turm, der im Südosten des Geländes am Las Vegas Boulevard und der Reno Avenue liegt (Tower I), renoviert und in „Royal Tower“ umbenannt. Dabei wurden die Zimmer des Royal Tower mit alten Möbeln des zuvor renovierten Mandalay Bay ausgestattet. Die Zimmer des nordwestlichen, jetzt „Resort Tower“ genannten Tower II wurden nicht renoviert.
Seit der Renovierung 2016 hat das Excalibur 3.981 Zimmer und 42 Suiten.

### Circus Circus Enterprises
Die Betreibergesellschaft Circus Circus Enterprises wurde 1999 in Mandalay Resort Group umbenannt. 2004 übernahm Konkurrent MGM Mirage die Gruppe, der unter anderem die am Las Vegas Strip gelegenen Hotels Circus Circus, Excalibur, Luxor und Mandalay Bay gehörten. Seit 2010 firmiert die Gruppe unter MGM Resorts International.

## Bildergalerie

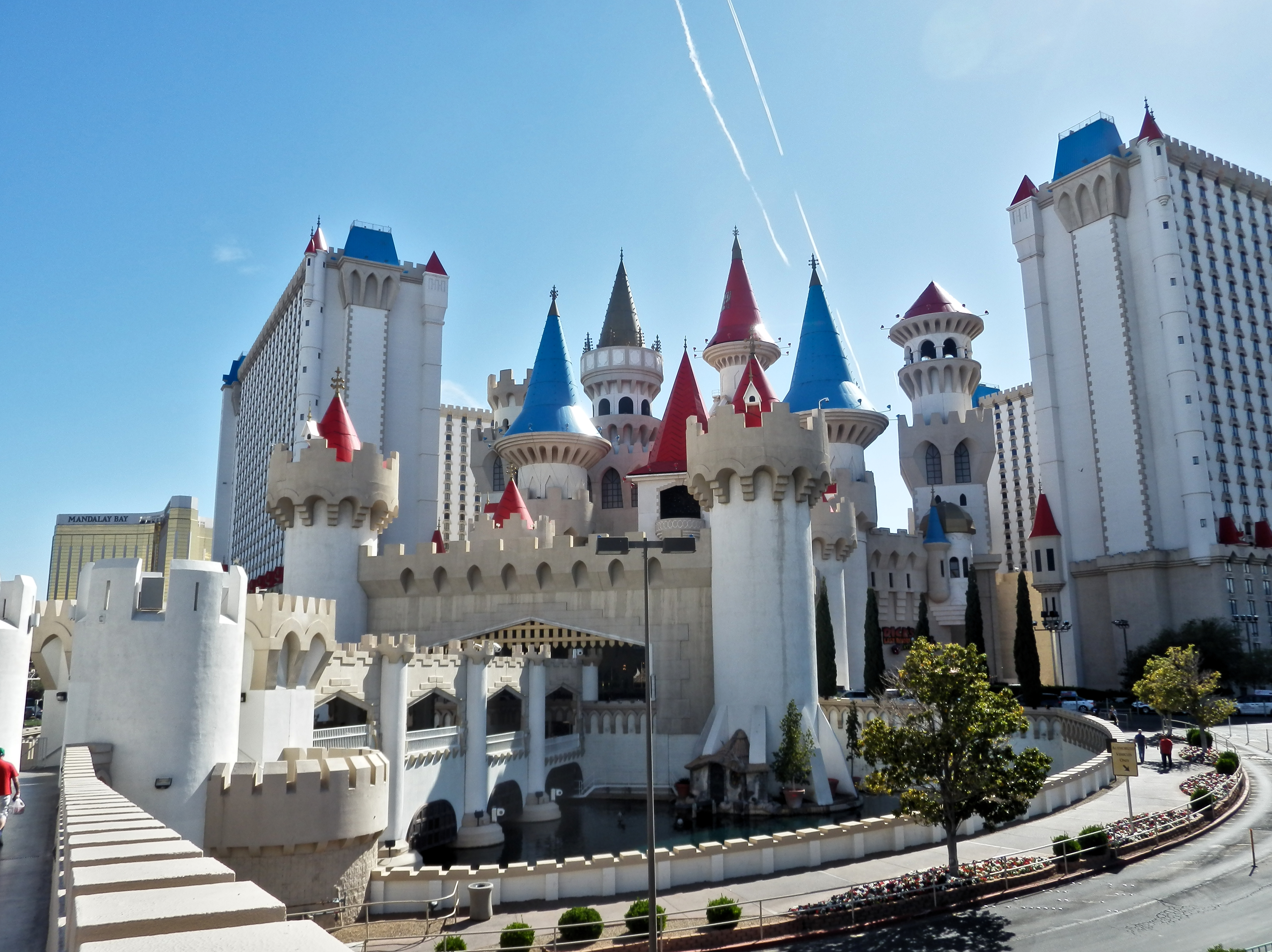
Das Excalibur im April 2018
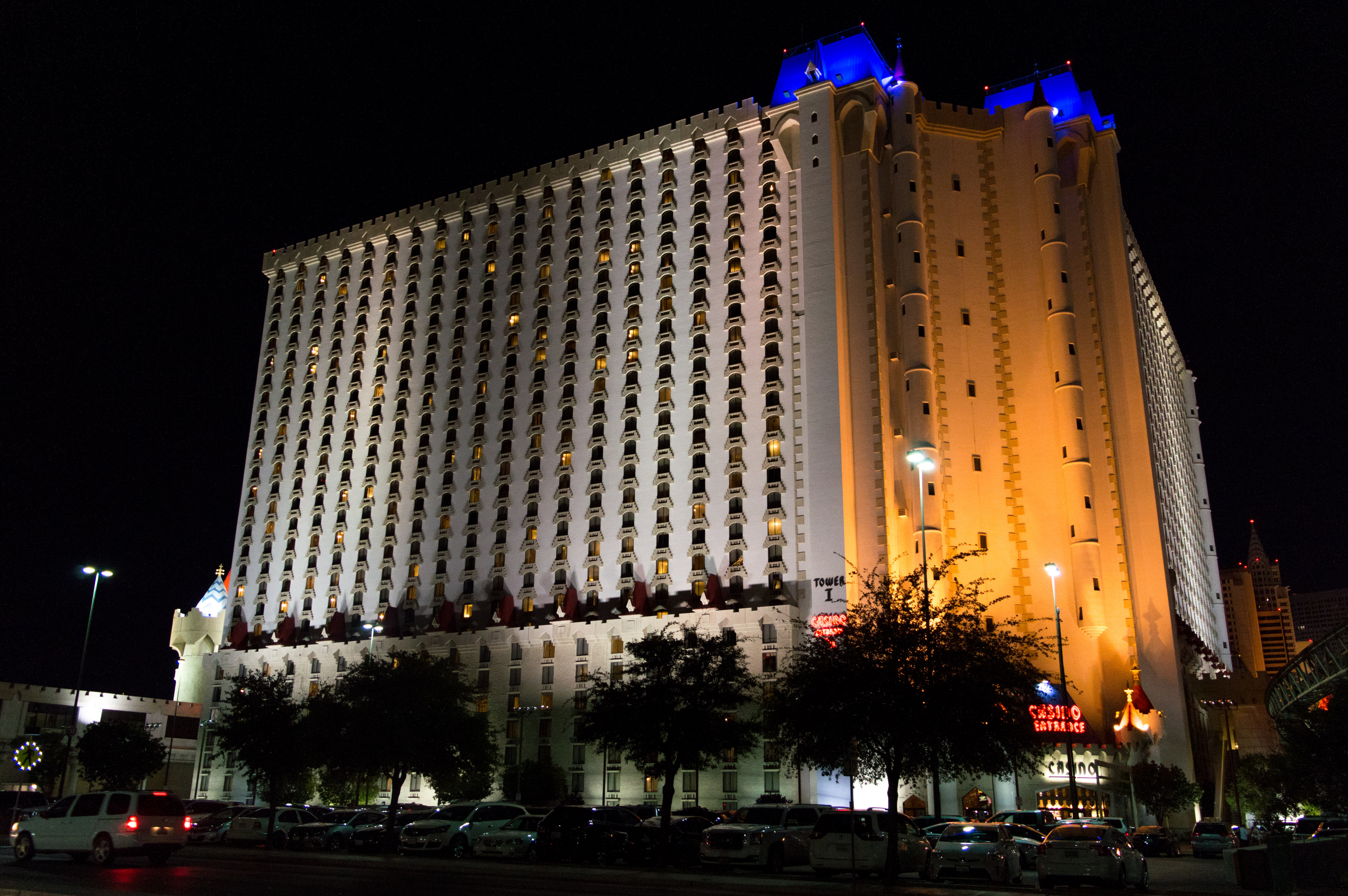
Rückansicht des Hotels
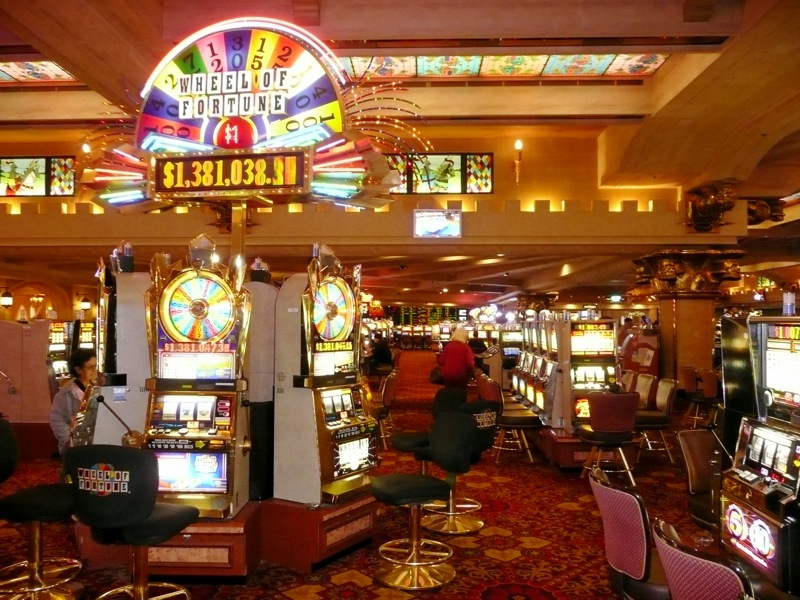
Das Casino des Excalibur